# Huangbayi (sockenhuvudort i Kina, Shaanxi, lat 32,75, long 106,13)
Huangbayi är en sockenhuvudort i Kina. Den ligger i provinsen Shaanxi, i den nordvästra delen av landet, omkring 310 kilometer sydväst om provinshuvudstaden Xi'an. Antalet invånare är 3 833. Befolkningen består av 1 878 kvinnor och 1 955 män. Barn under 15 år utgör 14,0 %, vuxna 15-64 år 74 %, och äldre över 65 år 10,0 %.
Runt Huangbayi är det ganska tätbefolkat, med 185 invånare per kvadratkilometer. Närmaste större samhälle är Zhongzi, 11,3 km sydväst om Huangbayi. I omgivningarna runt Huangbayi växer i huvudsak blandskog.
Genomsnittlig årsnederbörd är 1 170 millimeter. Den regnigaste månaden är juli, med i genomsnitt 268 mm nederbörd, och den torraste är december, med 2 mm nederbörd.